# ديفيد ساندمان
ديفيد جورج ساندمان (1757–1835) كان تاجرًا إسكتلنديًا، وهو مؤسس لميناء سانديمان وأحد مؤسسي البنك التجاري في إسكتلندا. وكانت عائلته كلها من جلازيت، وهي طائفة مسيحية مستقلة، أسسها أحد أسلافهم وأحيانًا تسمى ساندمانيس.

## حياته

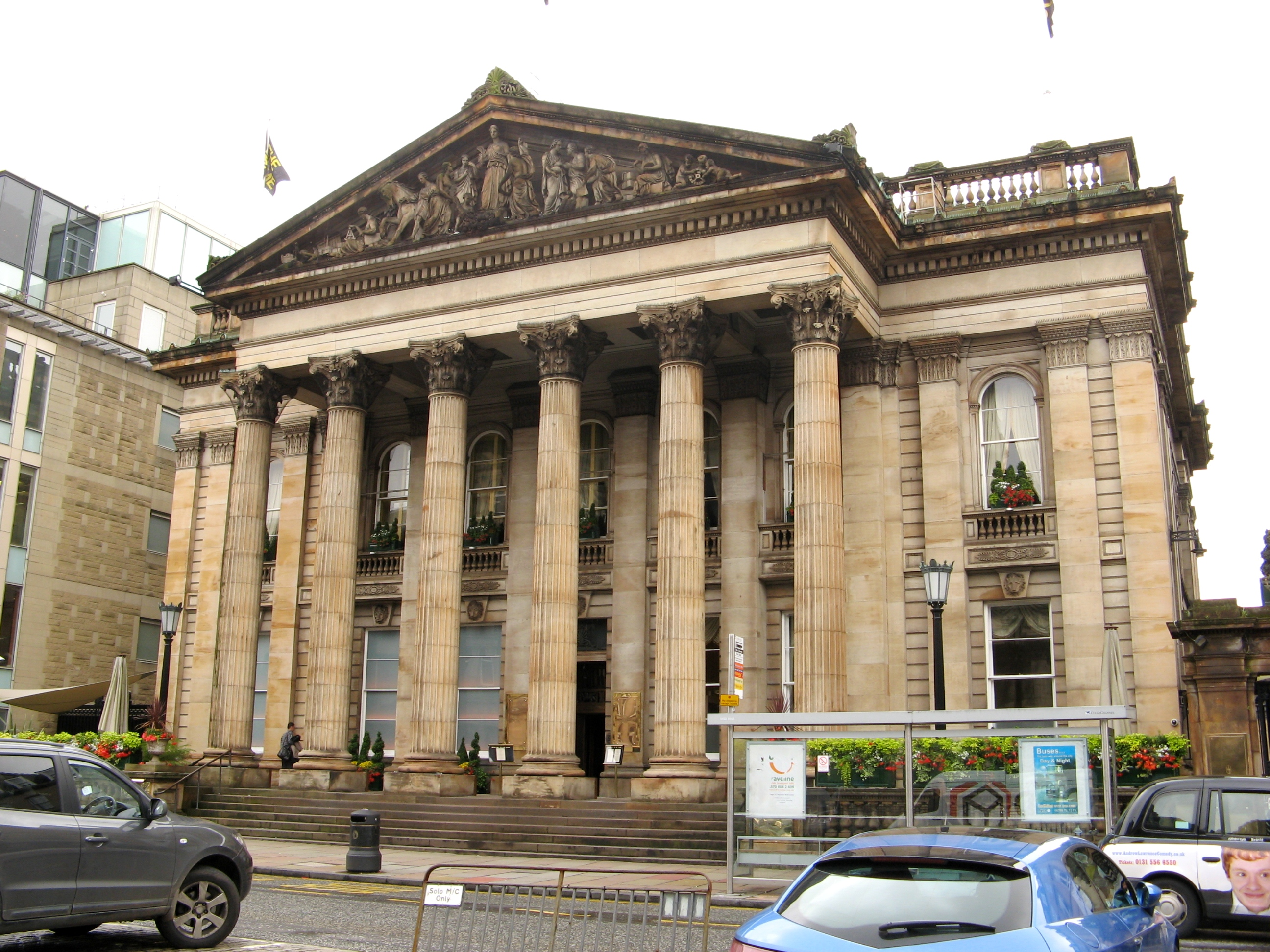
البنك التجاري، شارع جورج، أدنبرة

ولد في 28 يونيو 1757 ببيرث، إسكتلندا ابن جورج ساندمان من سبرينغلاند (1724-1803) وزوجته، جان دنكان من سيسايد. جورج ساندمان وشقيقه الأصغر (1765-1841). في 1790/1991 قاموا بتأسيس شركة ميناء سانديمان.
في عام 1798 غادر ديفيد الشركة لتأسيس البنك التجاري الإسكتلندي. بين عامي 1805 و1810، انتقل إلى إدنبرة حيث أنشأ ديفيد جورج ساندمان وشركائه في شارع 11 فورث في شرق المدينة الجديدة. في عام 1810 أسس البنك التجاري الإسكتلندي، وكان مقره أصلاً في 22 بيكاردي بلايس على رأس ليث ووك. في عام 1835، قبل وقت قصير من وفاته، انتخب زميلا في الجمعية الملكية في إدنبرة. كان صاحب الاقتراح جيمس لامي. توفي في شارع 4 ميلفيل في الجهة الغربية لإدنبرة في 24 مايو 1835.